# EK Cephei
EK Cephei (EK Cep / HD 206821 / HIP 107083) es una estrella variable en la constelación de Cefeo.
De magnitud aparente máxima +7,88, se encuentra aproximadamente a 530 años luz del sistema solar. 
EK Cephei es una estrella binaria cercana —la separación entre componentes es comparable al diámetro de las componentes— cuya componente principal es una estrella blanca de la secuencia principal de tipo espectral A1V.
Esta tiene una temperatura efectiva de 9002 K y una masa de 2,02 masas solares.
Casi 15 veces más luminosa que el Sol, su radio es un 58% más grande que el radio solar.
Gira sobre sí misma con una velocidad de rotación proyectada de 23 km/s.
La componente secundaria tiene el 55% de la masa de su compañera y posee una temperatura de 5604 K.
Es 1,55 veces más luminosa que el Sol y su radio es un 32% más grande que el de éste, siendo su velocidad de rotación de al menos 10,5 km/s.
El sistema tiene una metalicidad comparable a la solar ([Fe/H] = +0,07) y su edad se estima en 25 millones de años.
El par constituye una binaria eclipsante con un período orbital de 4,4278 días.
Su brillo conjunto disminuye 1,33 magnitudes durante el eclipse principal —cuando la estrella más brillante y caliente es eclipsada por su acompañante— pero apenas 0,07 magnitudes durante el eclipse secundario.